# 사데풀
사데풀은 국화과에 속하는 여러해살이풀이다. 한국 원산이며 중국, 일본, 러시아에도 분포한다.

## 생태
줄기는 곧게 서며 키는 30~100 센티미터이다. 줄기와 잎 모두 털이 없다. 잎은 어긋나며 잎자루가 없으며, 길이 12~18 센티미터, 너비 1~2.8 센티미터로 긴 타원 모양이다. 가장자리가 밋밋하거나 불규칙한 치아 모양의 톱니가 있다. 꽃은 8~10월에 피는데 줄기 끝에서 두화 서너 개가 산형꽃차례로 달리며, 두화는 설상화뿐이다. 열매는 갈색의 수과로 9~10월에 익으며, 관모는 길이 13~15 밀리미터 정도로 흰색이다.

## 쓰임새
한방에서 전초를 ‘거매채’라 하여 해열, 해독, 지혈, 등에 약으로 쓴다. 꽃은 황달과 간염에 효능이 있고, 어린순과 뿌리는 나물로 무쳐 먹는다.

## 사진

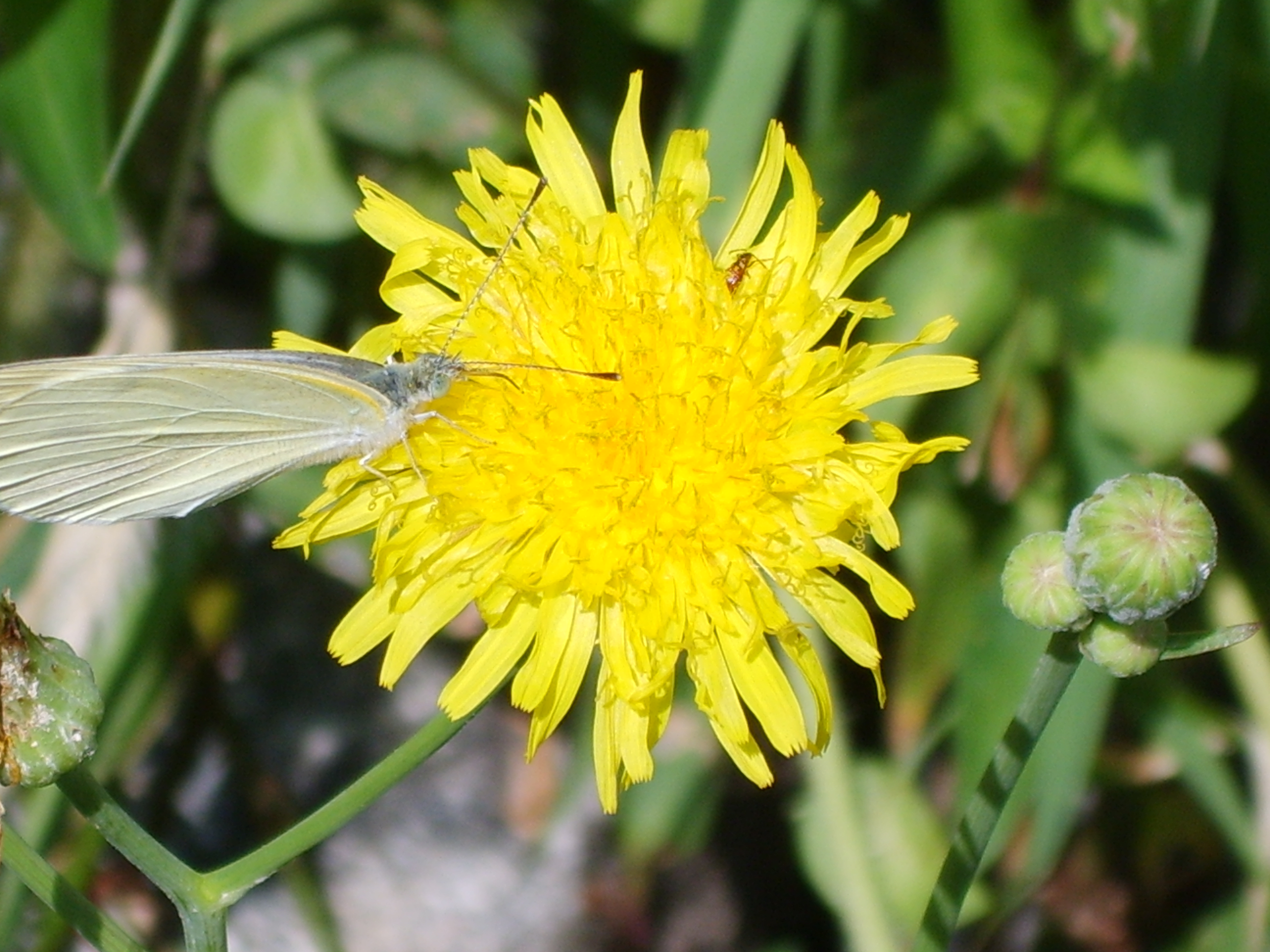
꽃
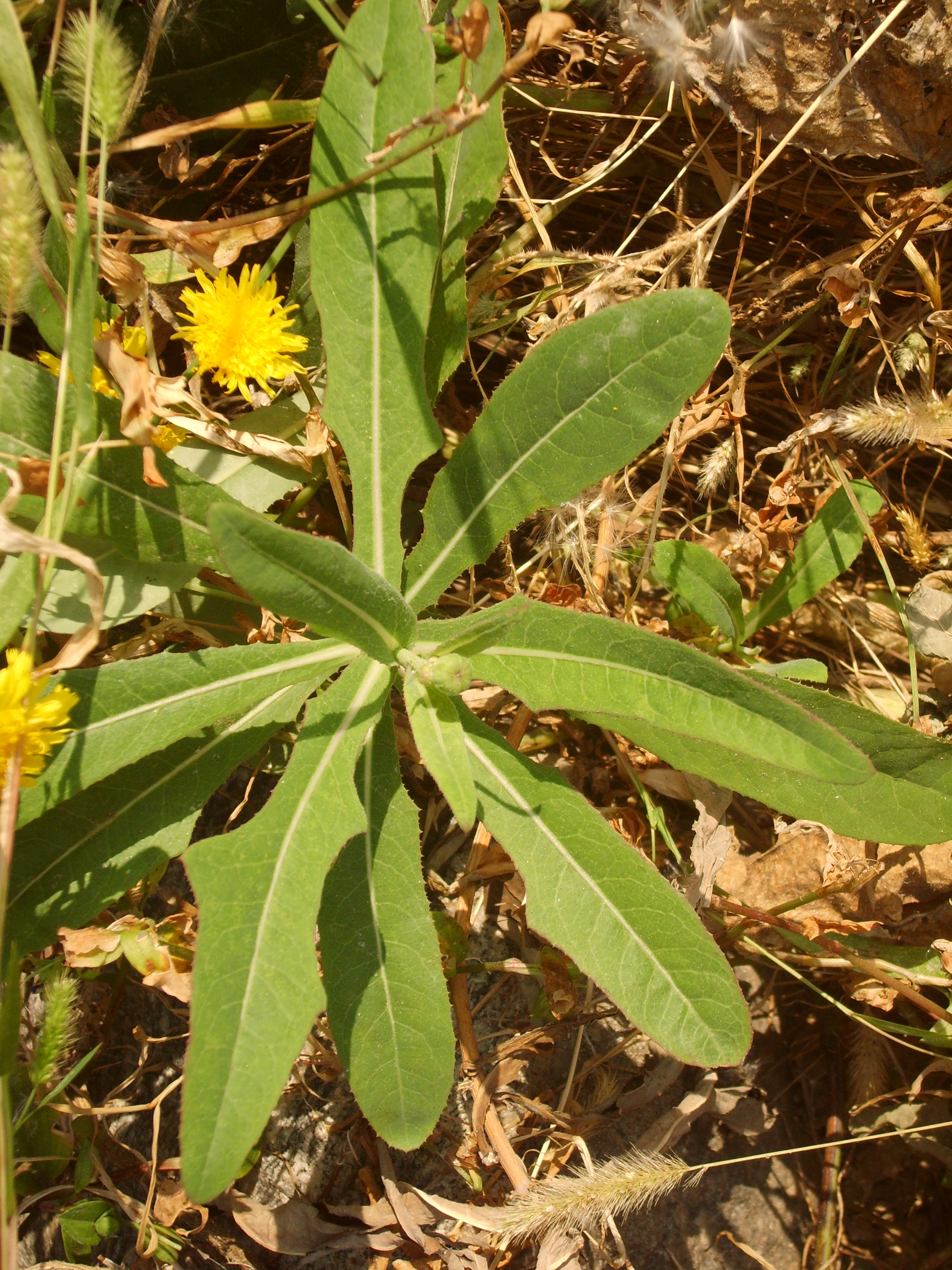
잎